# Kelston
Kelston est une banlieue résidentielle de la ville d’Auckland, située dans l’île du Nord de la Nouvelle-Zélande.

## Population
Lors du recensement de 2001 en Nouvelle-Zélande (en), la banlieue avait une population de 3 975 habitants.

## Activités économiques
Initialement il existait une manufacture de céramique, qui constituait le centre de la banlieue, mais maintenant le secteur est essentiellement résidentiel, comprenant de ce fait un certain nombre d’écoles .

## Toponymie
Kelston est localisée et tire son nom du électorat parlementaire de Kelston (en).

## Éducation
- école supérieure de garçon de Kelston (en) est une école d’état, secondaire, de garçons, (allant de l’année 9 à 15) avec un effectif de 682 élèves et un taux de décile de 4.

Elle est réputée pour son équipe de rugby du «Kelston Boys High 1st XV». 
L’école a produit un certain nombre de membres des All Blacks, et gagne régulièrement dans le secteur d’Auckland, mais aussi partout dans le pays et même dans le monde entier les tournois des écoles secondaires des championnats de rugby avril 2009 
- collège de fille de Kelston (en) est une école d’état secondaire (allant de l’année 9 à 15) avec un effectif de 482 élèves et un taux de décile de 3[2].
- école d' Éducation pour malentendants de Kelston (en) est une école mixte d’état spéciale avec un effectif de 127 élèves et un taux de décile de 3. Ouverte en 1958, elle rassemble dans Kelston des enfants ayant des difficultés d’auditions de la moitié nord de l’Île du Nord, à partir de l’âge pré-scolaire et jusqu’à l’âge de 15 ans. Elle a des installations d’internat. Certaines classes seniors sont assurées en conjonction avec «Kelston Boys High School» [3].
- L’école de «Kelston Intermediate» est une école mixte, d’état, intermédiaire (allant de l’année 7 à 8) avec un effectif de 329 élèves et un taux de décile de 3 [4].
- L’école «Kelston Primary School» est une école mixte, d’état, contribuant au primaire (allant de l’année 1 à 6) avec un effectif de 388 élèves et un décile de 3 [5].
- «St Leonards Road School» est une école mixte, d’état, contribuant au primaire, (allant de 1 à 6), avec un effectif de 515 élèves et un décile de 3[6].